# E018 (trasa europejska)
E018 – trasa europejska łącznikowa (kategorii B), biegnąca przez Kazachstan. Długość trasy wynosi 1130 km. Przebieg E018: Żezkazgan - Karaganda - Pavlodar - Uspenka.